# Тимо фон Ветин
Тимо (на немски: Thimo von Wettin, * пр. 1034, † 9 март 1091 или 1118) от род Ветини е граф на Ветин и Брена. Той е първият, който се нарича на замък Ветин.
Тимо е четвъртият син на маркграф Дитрих II/I от Лужица (1032 – 1034) и на Матилда фон Майсен, дъщеря на маркраф Екехард I от Майсен и Сванхилда, дъщеря на саксонския маркграф Херман Билунг. Тимо е по-малък брат на граф Дедо II († 1075), маркграф на Марка Лужица, епископ Фридрих I от Мюнстер († 1084), на Хидда, омъжена за Спитигнев II († 1061), херцог на Бохемия (1055 – 1061). По бащина линия той е внук на граф Дедо I фон Ветин и Титбурга.
На 19 ноември 1034 г. баща му Дирих II е убит от хората на Екехард II. Тимо е фогт на манастир Наумбург и на ветинския домашен манастир Гербщет. Той се сближава с император Хайнрих IV.

## Фамилия
Тимо се жени ок. 1086 г. за Ида от Нортхайм (1050/1060–сл. 1100), дъщеря на баварския херцог Ото Нортхаймски. Те имат децата:
- Дедо IV († 16 декември 1124), граф на Ветин
- Конрад I Велики (1098, † 5 февруари 1157), от 1123 г. маркграф на Майсен и от 1136 г. на марка Лужица.
- Матилда († 1125/21 януари 1151, погребана в манастир Петерсберг), омъжена за граф Геро фон Зеебург († 19 септември 1122) и след това за граф Лудвиг II фон Випра († 1151)